# Autochloris bijuncta
Autochloris bijuncta là một loài bướm đêm thuộc phân họ Arctiinae, họ Erebidae.